# 小出郵便局
小出郵便局（こいでゆうびんきょく）
- 新潟県魚沼市にある郵便局。
- 神奈川県茅ヶ崎市にある郵便局。局番号は02275。
- 秋田県にかほ市にある郵便局。局番号は86204。

小出郵便局（こいでゆうびんきょく）は新潟県魚沼市にある郵便局。民営化前の分類では集配普通郵便局であった。

## 概要
住所：〒946-8799 新潟県魚沼市小出島180-1
民営化直前の集配業務再編において、多くの集配普通郵便局は統括センターとなったが、当局は配達センターとされたため、民営化後も郵便事業株式会社の支店は併設されず、集配センターが併設された。

## 沿革
- 1875年（明治8年）1月2日 - 小出島（こいでしま）郵便局（五等）として開設[1]。
- 1885年（明治18年）10月1日 - 貯金取扱を開始。
- 1888年（明治21年）5月16日 - 為替取扱を開始。
- 1897年（明治30年）2月21日 - 小出島郵便電信局となる。
- 1903年（明治36年）4月1日 - 通信官署官制の施行に伴い小出島郵便局となる。
- 1906年（明治39年）10月1日 - 小出郵便局に改称。
- 1952年（昭和27年）2月1日 - 電気通信業務の取扱を、新設の小出電報電話局（北魚沼郡湯之谷村井口新田）に移管[2]。
- 1964年（昭和39年）6月20日 - 特定郵便局から普通郵便局に局種別改定[3]。
- 1969年（昭和44年）2月1日 - 和文電報受付事務および電話通話事務を開始。
- 1971年（昭和46年）11月22日 - 大湯温泉簡易郵便局の一時閉鎖[4]に伴い、取扱事務を承継。
- 1972年（昭和47年）11月 - 局舎新築落成。
- 2000年（平成12年）8月14日 - 外国通貨の両替および旅行小切手の売買に関する業務取扱を開始。
- 2006年（平成18年）9月25日 - 広神郵便局および堀之内郵便局からそれぞれ「946-01xx」「949-74xx」区域の集配業務を移管[5]。
- 2007年（平成19年）10月1日 - 民営化に伴い、併設された郵便事業小千谷支店小出集配センターに一部業務を移管。
- 2012年（平成24年）10月1日 - 日本郵便株式会社発足に伴い、郵便事業小千谷支店小出集配センターを小出郵便局に統合。

## 取扱内容
- 郵便、印紙、ゆうパック、内容証明
- 貯金、為替、振替、振込、国際送金、外貨両替・トラベラーズチェック、国債、投資信託
- 生命保険、バイク自賠責保険、自動車保険
- ゆうちょ銀行ATM
- 「946-00xx」「946-01xx」区域（魚沼市（旧北魚沼郡小出町域、旧北魚沼郡湯之谷村域、旧北魚沼郡広神村域））、「949-74xx」区域（魚沼市（旧北魚沼郡堀之内町域））の集配業務

## 風景印
- 表記は『小出』
- 図案は『尾瀬中納言像』・『越後三山』・『奥只見ダム』・『釣り人』
- 使用開始日は1981年（昭和56年）8月1日

## 周辺
- 魚沼市役所小出庁舎
- 魚沼市立小出小学校
- 魚野川改修資料館
- 国道17号
- 国道352号
- 魚野川

## アクセス
- 東日本旅客鉄道（JR東日本）上越線・只見線 小出駅から南東へ約1km（徒歩約12分）
- 魚沼市循環バス 三番町停留所下車
- 関越自動車道 魚沼ICから北西へ約2km
- 駐車場あり：5台